# Hazy
「Hazy」（ヘイジー）は、スフィアの楽曲。同グループ7枚目のシングルとして2011年5月11日にGloryHeavenから発売された。

## 概要
前作「MOON SIGNAL」から約7ヶ月ぶりのリリースであり、2011年1作目のシングル。
初回限定盤、通常盤の2種リリースで、初回限定盤には「Hazy」のPVを収録したDVDが同梱される。表題曲「Hazy」は、テレビアニメ『花咲くいろは』のエンディングテーマとして使用されている。畑亜貴がA面曲の作詞に参加していない初のシングルでもある。
この曲についてhotexpressの平賀哲雄は、「穏やかな日射しをそのまま音楽化したようなトラックも心地良い」と評している。
アニメロの2011年度年間ランキングでは、「アニメロ★うた 着うた」で77位、「アニメロミックス 着うた」で96位を獲得した。

## 収録曲
1. Hazy [4:23]
作詞：坂井季乃、作曲・編曲：黒須克彦
2. Neo Eden [3:57]
作詞：畑亜貴、作曲・編曲：増田武史
3. Hazy（Off Vocal）
4. Neo Eden （Off Vocal）

DVD（初回限定盤のみ）
1. Hazy（Music Clip）

## 収録アルバム
| 曲名     | アルバム                 | 発売日        | 備考                                                        |
| -------- | ------------------------ | ------------- | ----------------------------------------------------------- |
| Hazy     | 『Third Planet』         | 2012年7月11日 | 3rdオリジナルアルバム                                       |
| Hazy     | 『湯乃鷺ベストソングス』 | 2013年3月20日 | テレビアニメ『花咲くいろは 』の関連楽曲を収録したアルバム。 |
| Neo Eden | 『Third Planet』         | 2012年7月11日 | 3rdオリジナルアルバム                                       |